# Amomum cephalotes
Amomum cephalotes är en enhjärtbladig växtart som beskrevs av Henry Nicholas Ridley. Amomum cephalotes ingår i släktet Amomum och familjen Zingiberaceae. Inga underarter finns listade i Catalogue of Life.